# Macario di Costantinopoli
Macario (in greco Μακάριος; XIV secolo – dopo il 1391) è stato un arcivescovo ortodosso bizantino, che ha ricoperto la carica di Patriarca ecumenico di Costantinopoli per due mandati: dal 1376 al 1379 e dal 1390 al 1391.

## Biografia
Macario fu nominato patriarca nel 1376 da Andronico IV Paleologo. Incoronò quest'ultimo e suo figlio Giovanni VII Paleologo il 18 ottobre 1377. Fu deposto dal trono patriarcale durante il ritorno di Giovanni V Paleologo e Manuele II Paleologo.
Macario fu restaurato sul trono nell'agosto 1390 durante l'usurpazione di Giovanni VII Paleologo, che allontanò Antonio IV dal suo posto. Venne nuovamente deposto nel maggio 1391 da Manuele II Paleologo. .